# روبرتو کولومبو (بازیکن فوتبال)
روبرتو کولومبو (انگلیسی: Roberto Colombo (footballer)؛ زادهٔ ۲۴ اوت ۱۹۷۵) یک بازیکن فوتبال، و دروازه‌بان (فوتبال) اهل ایتالیا است.
از باشگاه‌هایی که در آن بازی کرده‌است می‌توان به پادوا، باشگاه فوتبال تریستیانا، ناپولی، و آ.ث. میلان اشاره کرد.